# George Pearson
George Pearson (Londra, 19 marzo 1875 – Malvern, 6 febbraio 1973) è stato un regista inglese, pioniere del cinema muto britannico.

## Filmografia

### Regista
- The Fool (1913)
- A Lighter Burden
- The Sentence of Death
- Heroes of the Mine
- Wonderful Nights with Peter Kinema (1914)
- The Live Wire (1914)
- A Fishergirl's Folly (1914)
- The Cause of the Great European War (1914)
- Incidents of the Great European War (1914)
- A Study in Scarlet (1914)
- Christmas Day in the Workhouse - cortometraggio (1914)
- A Son of France (1914)
- The Life of Lord Roberts, V.C. (1914)
- A Cinema Girl's Romance (1915)
- The True Story of the Lyons Mail (1915)
- Buttons (1915)
- John Halifax, Gentleman (1915)
- Sally Bishop (1916)
- For the Empire
- Ultus and the Grey Lady (1916)
- Ultus and the Three-Button Mystery (1917)
- Ultus and the Secret of the Night (1917)
- The Kiddies in the Ruins (1918)
- Ultus, the Man from the Dead (1918)
- Hughie at the Victory Derby (1919)
- The Better 'ole; or, The Romance of Old Bill (1919)
- Garryowen (1920)
- Nothing Else Matters (1920)
- Mary-Find-the-Gold (1921)
- Squibs
- Mord Em'ly (1922)
- Wee MacGregor's Sweetheart (1922)
- Squibs Wins the Calcutta Sweep (1922)
- Love, Life and Laughter (1923)
- Squibs M.P. (1923)
- Squibs' Honeymoon (1923)
- Réveille (1924)
- Reveille, das große Wecken, co-regia di Fritz Kaufmann (1925)
- Satan's Sister (1925)
- Blinkeyes (1926)
- The Little People (1927)
- Huntingtower (1927)
- Love's Option (1928)
- Auld Lang Syne (1929)
- Nanny
- East Lynne on the Western Front
- Roamin' in the Gloamin'
- Wee Hoose Among the Heather
- Tobermory
- The Saftest of the Family
- Somebody's Waiting for Me
- She Is Ma Daisy
- I Love to Be a Sailor
- I Love a Lassie
- The Third String
- Shot in the Dark (1933)
- Whispering Tongues
- The River Wolves
- The Pointing Finger (1933)
- The Four Masked Men
- Open All Night
- The Ace of Spades
- That's My Uncle
- Once a Thief
- Jubilee Window
- Checkmate
- Gentlemen's Agreement (1935)
- The Secret Voice (1936)
- Wednesday's Luck
- Murder by Rope
- Midnight at Madame Tussaud's
- The Fatal Hour (1937)
- British Made

### Sceneggiatore
- Peg Woffington, regia di A.E. Coleby (1912)
- The Fool, regia di George Pearson (1913)
- The Sentence of Death
- Heroes of the Mine
- The Cause of the Great European War, regia di George Pearson (1914)
- Incidents of the Great European War, regia di George Pearson (1914)
- The Life of Lord Roberts, V.C., regia di George Pearson (1914)
- Sally Bishop, regia di George Pearson (1916)
- For the Empire
- Ultus and the Grey Lady, regia di George Pearson (1916)
- Ultus and the Three-Button Mystery, regia di George Pearson (1917)
- Ultus and the Secret of the Night, regia di George Pearson (1917)
- The Kiddies in the Ruins, regia di George Pearson (1918)
- Ultus, the Man from the Dead, regia di George Pearson (1918)
- Pallard the Punter, regia di J.L.V. Leigh (1919)
- Hughie at the Victory Derby, regia di George Pearson (1919)
- Angel Esquire, regia di W.P. Kellino
- The Better 'ole; or, The Romance of Old Bill, regia di George Pearson (1919)
- Garryowen, regia di George Pearson (1920)
- Nothing Else Matters, regia di George Pearson (1920)
- Mary-Find-the-Gold, regia di George Pearson (1921)
- Squibs
- Love, Life and Laughter, regia di George Pearson (1923)
- Squibs M.P.
- Squibs' Honeymoon, regia di George Pearson (1923)
- Réveille
- Satan's Sister, regia di George Pearson (1925)
- The Little People, regia di George Pearson (1927)
- Auld Lang Syne, regia di George Pearson (1929)
- The Third String
- Shot in the Dark, regia di George Pearson (1933)
- The Pointing Finger, regia di George Pearson (1933)
- Jubilee Window
- Shipmates, regia di Oswald Mitchell (1936)
- Command Performance, regia di Sinclair Hill (1937)

### Produttore (parziale)
- A Study in Scarlet, regia di George Pearson (1914)
- Quicksands of Life, regia di J.L.V. Leigh (1915)
- Sir James Mortimer's Wager, regia di Leslie Seldon-Truss (1916)
- The Kiddies in the Ruins, regia di George Pearson (1918)
- The Old Curiosity Shop, regia di Thomas Bentley (1921)
- Mord Em'ly, regia di George Pearson (1922)
- A Sailor Tramp, regia di F. Martin Thornton (1922)